# Vincent Vittoz
Vincent Vittoz (* 17. Juli 1975 in Annecy) ist ein ehemaliger französischer Skilangläufer und heutiger Skilanglauftrainer. Sein größter Erfolg war der Gewinn des Weltmeistertitels in der Verfolgung bei den Weltmeisterschaften 2005 in Oberstdorf. Von 2018 bis 2023 war er Cheftrainer der französischen Männer-Nationalmannschaft im Biathlon.

## Werdegang
Vittoz gab sein internationales Debüt bei den Juniorenweltmeisterschaften 1995 in Breitenwang. Nachdem er dort die Plätze 19 und 20 erreicht hatte, startete er nach den Juniorenweltmeisterschaften im Continental Cup. Bis Ende Februar lief er in allen Rennen in die Punkteränge. Auch in Seefeld in Tirol im Januar 1995 gelang ihm dies. Bei den folgenden Juniorenweltmeisterschaften 1995 im schwedischen Gällivare lief er als Sechster über 10 km erstmals in die Top 10. Über die 30 km beendete er das Rennen auf dem 24. Platz. Nach weiteren Continental Cups, bei denen er sich weiter steigern konnte und in Furtwangen im Schwarzwald als Fünfter ins Ziel lief, kam er am 13. Januar 1996 erstmals im Skilanglauf-Weltcup zum Einsatz. In Nové Město na Moravě lief Vittoz als 22. zu seinen ersten Weltcup-Punkten. Beim Sprint in Reit im Winkl sicherte er sich als 17. seine erste Top-20-Platzierung. Nachdem er in Lahti und Falun nicht in die Punkte lief, beendete er die Saison in Toblach im Continental Cup und lief als Zweiter zu seinem ersten Podium.
Zur Saison 1996/97 gehörte Vittoz erneut zum Weltcup-Kader. Erste Saisonpunkte sammelte er als 13. in Brusson. In Furtwangen feierte er als Zweiter im Continental Cup einen weiteren Podestrang. Bei den Nordischen Skiweltmeisterschaften 1997 in Trondheim lief er über die 30 km im freien Stil auf einen guten 16. Platz. Über 10 km lief er auf Rang 28 und hielt diese Platzierung auch in der Verfolgung. Als Sportsoldat gehörte er auch zur französischen Mannschaft bei der Militär-Skiweltmeisterschaft 1997 in Val Cartier und lief nach 15 km in der freien Technik als Sechster ins Ziel. Obwohl Vittoz in die folgende Saison 1997/98 nur schwach startete und nur beim Sprint in Mailand als 18. überzeugte, bekam er einen Startplatz bei den Olympischen Winterspielen 1998 in Nagano. Nur in der Verfolgung lief der Franzose dabei als 19. in die Top 20.
Am 9. Januar 1999 gelang Vittoz als Neunter in Nové Město na Moravě erstmals ein Top-10-Resultat im Weltcup. Zu den Nordischen Skiweltmeisterschaften 1999 in Ramsau am Dachstein startete er nur im 10-km-Einzelrennen belegte den 45. Rang. Im März sicherte sich Vittoz in Lillehammer seinen ersten Continental-Cup-Sieg. Im Dezember 1999 lief er beim Sprint in Garmisch-Partenkirchen erneut unter die besten zehn. Auch im Februar beim Rennen in Trondheim gelang ihm dies deutlich. Im März verpasste er beim Verfolgungsweltcup in Bormio als Vierter sein erstes Weltcup-Podium knapp. Dieses feierte er schließlich als Zweiter von Santa Caterina. Auch eine Woche später stand er als Dritter in Brusson erneut auf dem Podium. Es blieben vorerst die einzigen im Weltcup.
Bei der Militär-Weltmeisterschaft 2001 in den Vereinigten Staaten gewann er über 15 km hinter Egil Kristiansen die Silbermedaille. Bei den Nordischen Skiweltmeisterschaften 2001 in Lahti gelang Vittoz erneut nur ein Top-20-Platz als 19. in der Verfolgung. Auch ein Jahr später bei seinen zweiten Olympischen Winterspielen 2002 in Salt Lake City konnte er noch keine Medaille gewinnen. Jedoch kam er erstmals in der französischen Staffel zum Einsatz, die als Achter nach 4 × 10 km ins Ziel lief.
Am 23. November 2002 feierte Vittoz in Kiruna über 10 km seinen ersten Weltcupsieg. Auch in Davos zeigte er eine gute Leistung und stand als Zweiter auf dem Podium. An diese Leistung konnte er jedoch in den folgenden Wochen nicht anknüpfen. Auch bei den Nordischen Skiweltmeisterschaften 2003 im Val di Fiemme blieb er erneut ohne Medaille. Nachdem er das Massenstartrennen über 30 km bereits vorzeitig beenden musste, lief Vittoz im Skiathlon als 28. ins Ziel. Im Staffelrennen belegte er mit der Mannschaft Rang 11, bevor er im abschließenden 50-km-Einzel Sechster wurde.
Zu Beginn der Saison 2003/04 feierte er mit dem dritten Rang in Toblach einen erneuten Podestplatz. Am 7. Februar 2004 gewann er gemeinsam mit Alexandre Rousselet, Christophe Perrillat und Emmanuel Jonnier den Staffelweltcup von La Clusaz. Einen Tag zuvor hatte Vittoz als Zweiter über die 15 km nur knapp seinen zweiten Einzelweltcupsieg verpasst. Am nächsten Tag erreichte er beim 76 km langen Worldloppet-Rennen Transjurassienne im französischen Jura den 3. Platz im Endspurt hinter seinen Teamkollegen Rousselet und Jonnier, zwar bei sehr günstiger Schneebeschaffenheit, jedoch angesichts von Distanz und Profilschwierigkeit mit unglaublicher Durchschnittsgeschwindigkeit von knapp 26 km/h.
Seinen zweiten Weltcupsieg feierte Vittoz zu Beginn der Saison 2004/05 in Kuusamo über 15 km in der freien Technik. Nachdem er in Lago di Tesero in der Verfolgung und mit der Staffel als Dritter erneut auf dem Podium stand, siegte er über die 30 km von Ramsau am Dachstein. Nach seinem vierten Weltcupsieg wenig später in Nové Město na Moravě am 15. Januar 2005 geriet Vittoz Anfang Februar, kurz vor den Weltmeisterschaften 2005 in Oberstdorf, bei denen er wie Axel Teichmann als einer der großen Favoriten galt, kurzzeitig in Dopingverdacht. Seine A-Probe wurde durch die deutsche NADA im Kölner Labor von Prof. Schänzer positiv auf Furosemid, einem Diuretikum, getestet. Furosemid, das selbst keine leistungssteigernde Wirkung hat, wird gelegentlich aufgrund seiner entwässernden Wirkung als Maskierungsmittel eingesetzt. Die Untersuchung der B-Probe fiel jedoch negativ aus. Da eine zweite Analyse im Kölner Labor erneut zu einem unterschiedlichen Ergebnis (A-Probe positiv, B-Probe negativ) kam, wurde eine DNA-Analyse durchgeführt, die eine Manipulation beider Proben mit Fremdurin ausschließen konnte. Von allen Vorwürfen freigesprochen aber moralisch angeschlagen konnte Vittoz ein paar Tage später an der WM in Oberstdorf doch teilnehmen, wo er am 20. Februar 2005 Gold im 30-km-Verfolgungsrennen gewann. Im März verpasste er ein weiteres Weltcup-Podium mit dem vierten Platz in Falun nur knapp, konnte aber am Ende der Saison hinter dem Weltcup-Gesamtsieger Axel Teichmann, mit 4 Punkten knapp vor dem Norweger Tor Arne Hetland, den zweiten Rang in der Gesamtwertung erreichen.
In der Saison 2005/06 nahm Vittoz den Gesamtweltcup erneut in Angriff und überzeugte mit guten Top-10-Platzierungen zu Beginn der Saison und einem weiteren Sieg in Nové Město na Moravě. Nach einem weiteren dritten Platz in Davos reiste Vittoz als einer der Medaillenfavoriten zu den Olympischen Winterspielen 2006 in Turin. Auf den Loipen rund um Pragelato verpasste er jedoch erneut eine Olympiamedaille. Selbst mit der starken Staffel lief er an den Medaillen vorbei und wurde Vierter. Nachdem es nach den Spielen nur noch zu einem Top-10-Platz in einem Einzelweltcup reichte, beendete er die Saison auf Rang fünf der Gesamtwertung. Lediglich in der Distanzweltcup-Gesamtwertung verteidigte er seinen zweiten Platz aus dem Vorjahr. Im folgenden Winter nahm er erstmals an der Tour de Ski teil und erreichte dabei den Sieg in der Verfolgungsetappe von Oberstdorf. Am Ende der Tour belegte er Rang 19 der Gesamtwertung. Anfang Februar feierte er in Davos über seine Paradestrecke 15 km einen weiteren Weltcupsieg. Im März gewann Vittoz bei der Militär-Skiweltmeisterschaft 2007 in Võru vor seinem Landsmann Emmanuel Jonnier den Titel über 15 km. Zuvor war er bei den Nordischen Skiweltmeisterschaften in Sapporo ohne Medaille geblieben. Die Weltcupsaison beendete er wenig später auf Rang sechs der Gesamtwertung. Im Disziplinweltcup wurde er erneut Zweiter.

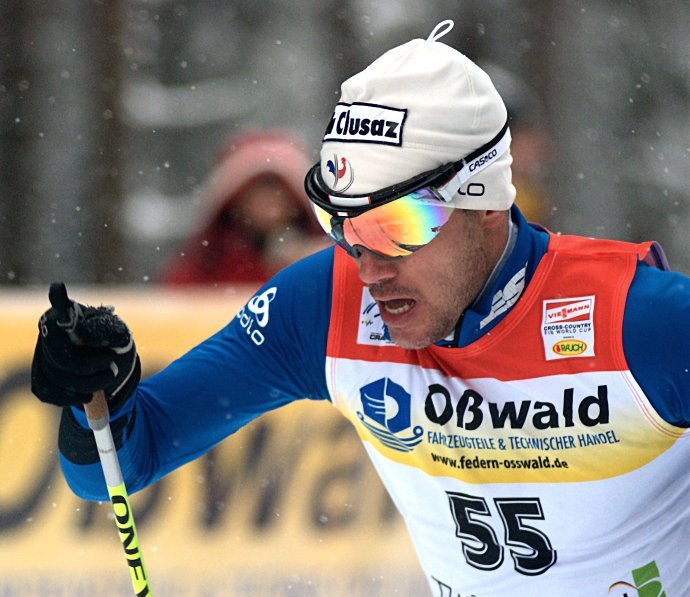
Vittoz bei der Tour de Ski 2009/10

Zu Beginn der folgenden Saison 2007/08 konnte Vittoz nicht mehr stetig an die Erfolge anknüpfen, die er in den Vorjahren erreicht hatte. Erst am Ende der Saison feierte er mit dem Sieg beim Weltcup-Finale am 16. März 2008 in Bormio seinen siebenten und letzten Weltcupsieg. Bei der Militär-Skiweltmeisterschaft 2008 in Hochfilzen verteidigte er seinen Titel über die 15 km aus dem Vorjahr souverän. 2008 gewann er beim Marathon de Bessans über 42 km Freistil.
Beim Weltcup-Finale 2009 in Falun konnte Vittoz noch einmal seine gute Laufleistung unter Beweis stellen und wurde Zweiter. Auch in Beitostølen stand er als Zweiter noch einmal auf dem Podium. 2009 siegte er beim La Foulée Blanche über 42 km Freistil. In die Saison 2009/10 kam er nur schwer, konnte aber bei der Tour de Ski 2009/10 wieder als 18. der Gesamtwertung vorn mitfahren. Bei seinen vierten und letzten Olympischen Winterspielen 2010 in Vancouver verpasste er mit der Staffel als Vierter erneut eine erste Olympiamedaille. Auch über die 15 km lief er als fünfter nur knapp hinter den Medaillen ins Ziel. Bei der Militär-Skiweltmeisterschaft 2010 in Cogne wurde Vittoz erneut Weltmeister über die 15 km.

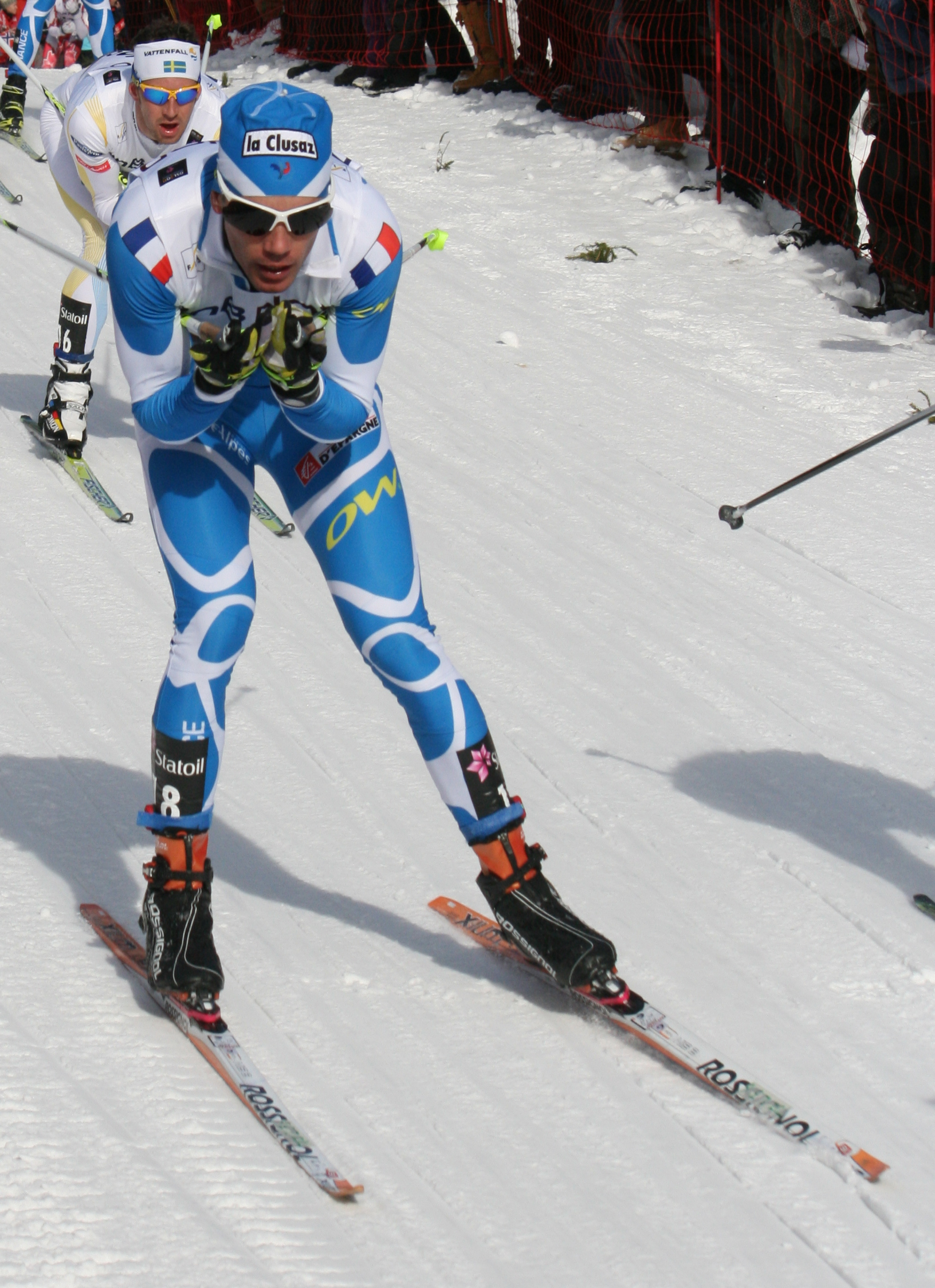
Vittoz bei den Weltmeisterschaften 2011 in Oslo

Nach einer enttäuschenden Saison 2010/11 beendete Vittoz seine aktive Skilanglaufkarriere.

## Trainerkarriere
Nach seinem Rücktritt arbeitete Vittoz als Trainer im U23-Bereich des französischen Skilanglauf-Nationalteams.
Zur Saison 2018/19 wurde Vincent Vittoz als Nachfolger von Stéphane Bouthiaux zum Cheftrainer der französischen Biathlonnationalmannschaft der Männer ernannt. Als Schießtrainer stand ihm Patrick Favre zur Seite. Nach der Saison 2022/23 traten beide überraschend aufgrund von persönlichen Differenzen mit den betreuten Sportlern zurück. Ihre Nachfolger sind Simon Fourcade und Jean-Pierre Amat. Während ihrer fünfjährigen Tätigkeit gewann Frankreich fünfmal Gold bei Weltmeisterschaften, darunter zweimal mit der Staffel. Zudem wurde Quentin Fillon Maillet 2022 zweifacher Olympiasieger und Gesamtweltcupsieger 2021/22.
Nach dem Ende seiner Tätigkeit beim Biathlon kehrte Vittoz innerhalb des Französischen Skiverbands zum Skilanglauf zurück. Dort ist er für die im Alpencup eingesetzten Sportler und für den B-Kader der Frauen verantwortlich.

## Erfolge

### Medaillen bei Weltmeisterschaften
- 2005 in Oberstdorf: Gold im 2 × 15-km-Skiathlon

### Siege bei Weltcuprennen

#### Weltcupsiege im Einzel
| Nr. | Datum             | Ort                  | Disziplin                        |
| --- | ----------------- | -------------------- | -------------------------------- |
| 1.  | 23. November 2002 | Kiruna               | 10 km Freistil Individualstart   |
| 2.  | 27. November 2004 | Kuusamo              | 15 km Freistil Individualstart   |
| 3.  | 18. Dezember 2004 | Ramsau               | 30 km Freistil Massenstart       |
| 4.  | 15. Januar 2005   | Nové Město na Moravě | 15 km Freistil Individualstart   |
| 5.  | 31. Dezember 2005 | Nové Město na Moravě | 15 km Freistil Individualstart   |
| 6.  | 3. Februar 2007   | Davos                | 15 km Freistil Individualstart 1 |
| 7.  | 16. März 2008     | Bormio               | Gesamtwertung Weltcup-Finale     |

#### Etappensiege bei Weltcuprennen
| Nr. | Datum          | Ort        | Disziplin           | Rennen              |
| --- | -------------- | ---------- | ------------------- | ------------------- |
| 1.  | 2. Januar 2007 | Oberstdorf | 2 × 10 km Skiathlon | Tour de Ski 2006/07 |

#### Weltcupsiege im Team
| Nr. | Datum           | Ort       | Disziplin           |
| --- | --------------- | --------- | ------------------- |
| 1.  | 7. Februar 2004 | La Clusaz | 4 × 10 km Staffel 2 |

### Siege bei Continental-Cup-Rennen
| Nr. | Datum         | Ort         | Disziplin      | Serie           |
| --- | ------------- | ----------- | -------------- | --------------- |
| 1.  | 25. März 1999 | Lillehammer | 15 km Freistil | Continental Cup |

## Statistik

### Teilnahmen an Olympischen Winterspielen
- 1998 Nagano: 24. Platz 10 km klassisch, 19. Platz Verfolgung 15 km Freistil, 21. Platz 50 km Freistil
- 2002 Salt Lake City: 11. Platz 30 km Freistil Massenstart, 13. Platz Verfolgung 10 km klassisch + 15 km Freistil, 8. Platz Staffel 4×10 km
- 2006 Turin: 6. Platz Verfolgung 15 km klassisch + 15 km Freistil, 14. Platz 15 km klassisch, 9. Platz 50 km Freistil Massenstart, 4. Platz Staffel 4×10 km
- 2010 Vancouver: 5. Platz 15 km Freistil, 15. Platz Verfolgung 15 km klassisch, 7. Platz Teamsprint Freistil, 13. Platz 50 km klassisch Massenstart, 4. Platz Staffel 4×10 km

### Teilnahmen an Nordischen Skiweltmeisterschaften
- 1997 Trondheim: 16. Platz 30 km Freistil, 28. Platz 10 km klassisch, 28. Platz Verfolgung 15 km Freistil
- 1999 Ramsau: 45. Platz 10 km klassisch
- 2001 Lahti: 21. Platz 15 km klassisch, 19. Platz 20 km Verfolgung, 30. Platz Sprint 1 km Freistil
- 2003 Val di Fiemme: 6. Platz 50 km Freistil, 28. Platz 2×10 km Skiathlon, 11. Platz Staffel 4×10 km
- 2005 Oberstdorf: 1. Platz 30 km Skiathlon, 6. Platz 15 km Freistil, 6. Platz Staffel 4×10 km, 5. Platz Teamsprint 6×1,2 km Freistil
- 2007 Sapporo: 10. Platz 30 km Skiathlon, 5. Platz Staffel 4×10 km
- 2009 Liberec: 6. Platz 30 km Skiathlon, 23. Platz 15 km klassisch, 9. Platz 50 km Freistil Massenstart, 9. Platz Staffel 4×10 km
- 2011 Oslo: 22. Platz 50 km Freistil Massenstart, 34. Platz 30 km Skiathlon, 11. Platz Staffel 4×10 km

### Weltcup-Platzierungen
Die Tabelle zeigt die erreichten Platzierungen im Einzelnen.
- 1.–3. Platz: Anzahl der Podiumsplatzierungen
- Top 10: Anzahl der Platzierungen unter den ersten zehn
- Punkteränge: Anzahl der Platzierungen innerhalb der Punkteränge
- Starts: Anzahl gelaufener Rennen in der jeweiligen Disziplin
- Hinweis: Bei den Distanzrennen erfolgt die Einordnung gemäß FIS.

| Platzierung         | Distanzrennen a | Distanzrennen a | Distanzrennen a | Distanzrennen a | Distanzrennen a | Skiathlon Verfolgung | Sprint | Etappen- rennen b | Gesamt | Team c | Team c  |
| Platzierung         | ≤ 5 km          | ≤ 10 km         | ≤ 15 km         | ≤ 30 km         | > 30 km         | Skiathlon Verfolgung | Sprint | Etappen- rennen b | Gesamt | Sprint | Staffel |
| ------------------- | --------------- | --------------- | --------------- | --------------- | --------------- | -------------------- | ------ | ----------------- | ------ | ------ | ------- |
| 1. Platz            |                 | 1               | 4               | 1               |                 | 2                    |        |                   | 8      |        | 1       |
| 2. Platz            |                 |                 | 8               |                 |                 | 1                    |        | 1                 | 10     |        | 1       |
| 3. Platz            |                 |                 | 2               | 1               | 1               | 4                    |        |                   | 8      |        | 4       |
| Top 10              | 3               | 5               | 29              | 6               | 2               | 20                   | 1      | 2                 | 68     | 2      | 16      |
| Punkteränge         | 7               | 14              | 57              | 18              | 5               | 31                   | 12     | 7                 | 151    | 3      | 20      |
| Starts              | 8               | 27              | 74              | 27              | 8               | 38                   | 30     | 7                 | 219    | 3      | 20      |
| Stand: Karriereende |                 |                 |                 |                 |                 |                      |        |                   |        |        |         |

### Weltcup-Gesamtwertungen
| Saison    | Gesamt | Gesamt | Distanz | Distanz     | Sprint | Sprint |
| Saison    | Punkte | Platz  | Punkte  | Platz       | Punkte | Platz  |
| --------- | ------ | ------ | ------- | ----------- | ------ | ------ |
| 1995/96   | 9      | 67.    | –       | –           | –      | –      |
| 1996/97   | 73     | 37.    | 5       | 57. 3       | 50     | 26.    |
| 1997/98   | 23     | 54.    | –       | –           | 23     | 44.    |
| 1998/99   | 78     | 35.    | 3       | 68. 3       | 75     | 31.    |
| 1999/2000 | 193    | 31.    | 1 118   | 78. 3 22. 4 | 74     | 18.    |
| 2000/01   | 264    | 16.    | –       | –           | 36     | 37.    |
| 2001/02   | 174    | 24.    | –       | –           | 3      | 72.    |
| 2002/03   | 352    | 8.     | –       | –           | –      | –      |
| 2003/04   | 337    | 19.    | 331     | 15.         | 6      | 64.    |
| 2004/05   | 516    | 2.     | 506     | 2.          | 10     | 60.    |
| 2005/06   | 502    | 5.     | 502     | 2.          | –      | –      |
| 2006/07   | 463    | 6.     | 415     | 2.          | –      | –      |
| 2007/08   | 492    | 11.    | 456     | 4.          | 36     | 53.    |
| 2008/09   | 589    | 10.    | 373     | 11.         | –      | –      |
| 2009/10   | 515    | 9.     | 373     | 5.          | –      | –      |
| 2010/11   | 304    | 23.    | 190     | 20.         | –      | –      |

## Privates
Vittoz lebt in Méaudre im Vercors-Gebirge. Er ist verheiratet und hat zwei Kinder.